# Halloween 2. (film, 1981)
A Halloween 2. (eredeti cím: Halloween II) 1981-ben bemutatott amerikai horrorfilm Rick Rosenthal rendezésében és Jamie Lee Curtis főszereplésével.
A történet ott folytatódik, ahol az előző film véget ért.

## Cselekmény
|  | Alább a cselekmény részletei következnek! |

Laurie-t beszállítják a Haddonfield Memoriel Kórházba, Loomis pedig a sheriff segítségével keresi a gyilkost. Michael eközben megöl egy fiatal lányt, annak saját házában, miközben az telefonon beszélget. Loomis hibájából egy fiú meghal, akinek ugyanolyan álarca volt mint Myers-nek. Brackett sheriff megtudja, hogy az ő lánya, Annie az egyik áldozat, és a doktort hibáztatja. Hazamegy, hogy elmondja a nejének, és a doktornak Hunt sheriffhelyettes segít tovább.
Michael megtudja, hogy kiszemelt áldozata a kórházban van, és miután megérkezik elvágja a telefonvonalakat, illetve kilyukasztja az autók kerekeit. Mrs. Alves főnővér megkéri Janet ápolónőt, hogy szóljon a biztonsági őrnek, hogy nincs vonal, azonban Myers végez az őrrel. Kara nővér és barátja Bud az egyik kezelőben fürdenek, ahol megjelenik a gyilkos, és megfojtja a férfit, a nőnek pedig szétégeti az arcát a felforralt vízzel. Eközben Laurie-ból allergiás reakciókat váltanak ki gyógyszerek, és Janet nővér elsiet Dr. Mixterhez, akit már megöltek, és miután a nő ezt felfedezi, Myers halántékon szúrja őt. Laurie felébred és bolyongani kezd a kórházban. Jimmy, az egyik ápolófiú és Jill nővér a többiek keresésére indul. Jimmy megtalálja Mrs. Alves kivéreztetett holttestét, majd ijedten elcsúszik és eszméletét veszti.
Loomist tájékoztatják, hogy Myers betört egy iskolába, ahol a Samhain ünnephez kötődő nyomokat találnak. Megérkezik Marion, az ápolója, akit azért küldtek, hogy egy igazságügyi marsall segítségével visszavigye a doktort Smith's Grove-ba.
Miután Jill nővérrel végzett, Myers Laurie-t üldözi, aki kimenekül a kórházból. Jimmy is csatlakozik hozzá, de ő belehal a fejsérülésébe. A marsall járművében Marion elmondja Loomis-nak, hogy Laurie Myers Cynthia nevű húga, aki az 1963-as gyilkosságok előtt két évvel született és szülei halála után Strode-ék fogadták őt örökbe. A doktor kényszeríti a marsallt, hogy menjenek el a kórházba. Időben érkeznek, épp mikor a gyilkos elkapná a lányt, a doktor párszor meglövi. Marion kimegy a marsall autójába, hogy a rádión segítséget kérjen. Myers azonban ismét támadásba lendül, és elvágja a marsall torkát. Laurie és a doktor egy kórterembe bújna el, de a maszkos gyilkos megtalálja őket. Megsebesíti Loomist, majd Laurie felé fordul, aki azonban szembe lövi. A doktor eltereli a figyelmét, míg a lány kimenekül, és felrobbantja a kórtermet oxigénpalackok segítségével.
Miután felkel a nap, a mindent túlélő lányt elszállítják egy másik kórházba.
|  | Itt a vége a cselekmény részletezésének! |

## Szereplők
| Szereplő               | Színész                                                                                    | Magyar hang     | Magyar hang         |
| Szereplő               | Színész                                                                                    | 1. szinkron     | 2. szinkron         |
| ---------------------- | ------------------------------------------------------------------------------------------ | --------------- | ------------------- |
| Laurie Strode          | Jamie Lee Curtis                                                                           | Urbán Andrea    | Kiss Virág Magdolna |
| Laurie Strode          | A Halloween-i mészárlások egyetlen túlélője, Michael Myers húga.                           |                 |                     |
| Dr. Sam Loomis         | Donald Pleasence                                                                           | Bács Ferenc     | Barbinek Péter      |
| Dr. Sam Loomis         | Michael kezelőorvosa, aki éveket töltött a férfi vizsgálásával.                            |                 |                     |
| Leigh Brackett sheriff | Charles Cyphers                                                                            | Koncz István    | Imre István         |
| Leigh Brackett sheriff | A helyi sheriff, Laurie néhai barátnőjének apja, ő segíti Loomis-t a gyilkos keresésében.  |                 |                     |
| Jimmy Lloyd            | Lance Guest                                                                                | Kárpáti Levente | Pálmai Szabolcs     |
| Jimmy Lloyd            | Mentőápoló, ő és Budd szállítja be Laurie-t a helyi kórházba, a lány összebarátkozik vele. |                 |                     |
| Budd                   | Leo Rossi                                                                                  | Papp Dániel     | Csőre Gábor         |
| Budd                   | Nagyszájú mentőápoló, Kara nővér barátja.                                                  |                 |                     |
| Kara nővér             | Pamela Susan Shoop                                                                         | Törtei Tünde    | F. Nagy Erika       |
| Kara nővér             | Ápolónő a kórházban, Budd barátnője.                                                       |                 |                     |
| Gary Hunt őrmester     | Hunter von Leer                                                                            | Gyurity István  | Gyurity István      |
| Gary Hunt őrmester     | Helyi őrmester, Loomis másik készséges segítője.                                           |                 |                     |
| Jill nővér             | Tawny Moyer                                                                                | Árkosi Kati     | Kerekes Andrea      |
| Jill nővér             | Egy kedves ápolónő a kórházban.                                                            |                 |                     |
| Janet nővér            | Ana Alicia                                                                                 | Mics Ildikó     | Solecki Janka       |
| Janet nővér            | Ápolónő, Mrs. Avels mindig ugráltatja.                                                     |                 |                     |
| Mrs. Alves főnővér     | Gloria Gifford                                                                             |                 | Keönch Anna         |
| Mrs. Alves főnővér     | Szigorú főnővér a kórházban.                                                               |                 |                     |
| Dr. Frederick Mixter   | Ford Rainey                                                                                |                 | Vízy György         |
| Dr. Frederick Mixter   | Az iszákos főorvos a kórházban.                                                            |                 |                     |
| Mr. Garrett            | Cliff Emmich                                                                               | Bácskai János   |                     |
| Mr. Garrett            | A kórház biztonsági őre.                                                                   |                 |                     |
| Marion Chambers        | Nancy Stephens                                                                             | Spilák Klára    | Pap Kati            |
| Marion Chambers        | Loomis ápolója, őt küldték, hogy vigye vissza a doktort Smith's Grove-ba.                  |                 |                     |
| Helen                  | Anne Bruner                                                                                |                 |                     |
| Helen                  | Fiatal lány, akit Myers szökés közben öl meg.                                              |                 |                     |
| Mrs. Elrod             | Lucille Benson                                                                             |                 |                     |
| Mrs. Elrod             | Idős hölgy, Helen szomszédja.                                                              |                 |                     |
| A marsall              | John Zenda                                                                                 |                 | Varga Tamás         |
| A marsall              | Igazságügyi marsall, akit Loomis visszaszállításával bíztak meg.                           |                 |                     |
| Michael Myers          | Dick Warlock                                                                               | nem szólal meg  | nem szólal meg      |
| Michael Myers          | A maszkos gyilkos, Laurie bátyja.                                                          |                 |                     |